# Bošín
Pour l’article ayant un titre homophone, voir Bo Sinn.
Bošín (en allemand : Boschin) est une commune du district d'Ústí nad Orlicí, dans la région de Pardubice, en République tchèque. Sa population s'élevait à 104 habitants en 2024.

## Géographie
Bošín se trouve à 4 km au sud-sud-est du centre de Choceň, à 16 km au nord-ouest d'Ústí nad Orlicí, à 31 km à l'est de Pardubice et à 127 km à l'est de Prague.
La commune est limitée par Plchovice et Kostelecké Horky au nord, par Skořenice à l'est, par Běstovice au sud, et par Újezd u Chocně à l'ouest.

## Histoire
La première mention écrite de la localité date de 1371.

## Galerie

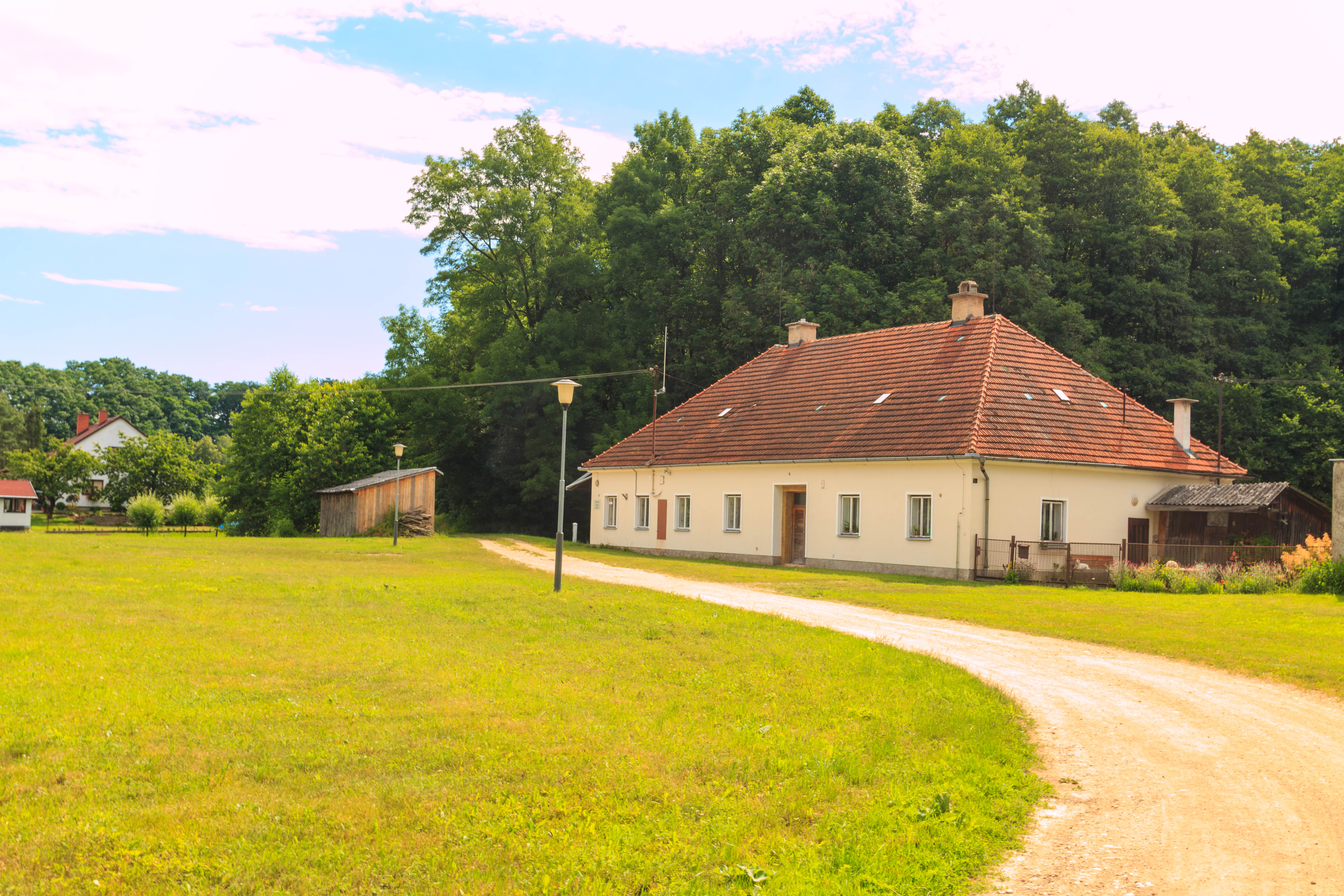
Bošín : la mairie.
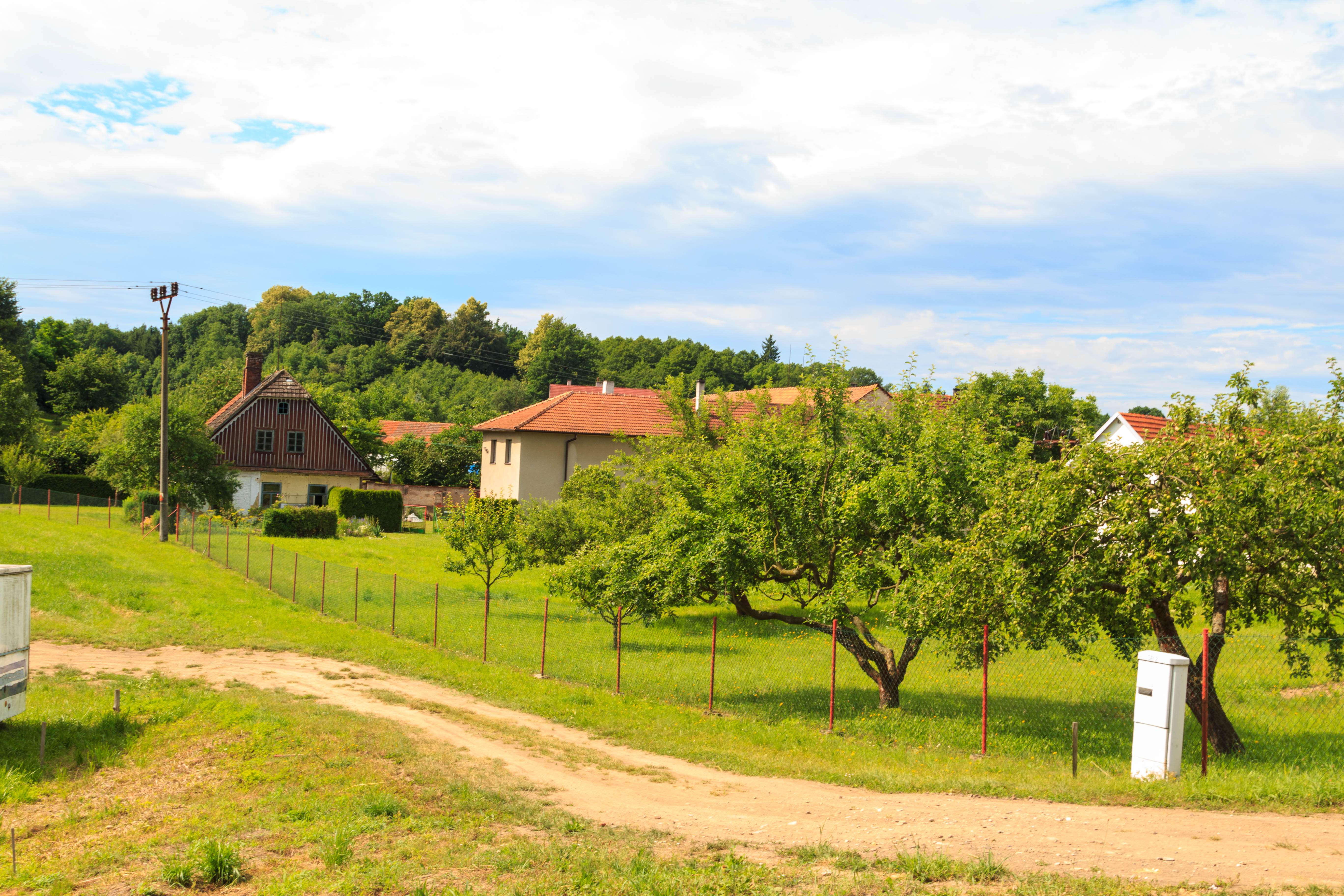
Maisons à Bošín.

## Transports
Par la route, Bošín se trouve à 4 km de Choceň, à 21 km de Ústí nad Orlicí, à 42 km de Pardubice et à 151 km de Prague. 